# Temporada 2021 del Súper Campeonato de España de Rally
La temporada 2021 fue la  3.ª edición del Súper Campeonato de España de Rally. Comenzó el 20 de marzo en el Rally Tierras de Lorca y terminó el 5 de diciembre en el Rallyeshow de Madrid. Por primera vez el S-CER fue el principal campeonato nacional de rallyes en España, con un amplio calendario de catorce pruebas. Tanto el campeonato de asfalto como el de tierra desaparecen como tal y en su lugar se crean la Copa de España de Rallyes de Asfalto y la Copa de España de Rallyes de Tierra.

## Calendario
Algunas pruebas fueron pospuestas de su fecha original debido a la pandemia de Covid-19. La última cita el Rallyshow Comunidad de Madrid no fue puntuable pero los participantes debían tomar la salida en la misma para entrar en la clasificación final del campeonato. El Islas Canarias era puntuable para el Campeonato de Europa de Rally, Ferrol para el Tour European Rally (TER) y Sierra Morena, Adeje, Princesa y La Nucía para la Iberian Rally Trohpy. Cinco pruebas entraban por primera vez en el calendario: Sierra Morena, Villa de Adeje, Villa de Llanes, Pozoblanco y Reino de León. 
| N.º | Fecha               | Prueba                               | Superficie | Series          |
| --- | ------------------- | ------------------------------------ | ---------- | --------------- |
| 1   | 10-11 de abril      | 38.º Rally Sierra Morena             | Asfalto    | Copa de asfalto |
| 2   | 23-24 de abril      | 10.º Rallye Tierras Altas de Lorca   | Tierra     | Copa de tierra  |
| 3   | 13-15 de mayo       | 30.º Rally Villa de Adeje            | Asfalto    |                 |
| 4   | 4-5 de junio        | 8.º Rally da Auga-Camiño de Santiago | Tierra     | Copa de tierra  |
| 5   | 16-17 de julio      | 54.º Rally de Ourense                | Asfalto    |                 |
| 6   | 20-21 de agosto     | 52.º Rally de Ferrol                 | Asfalto    | TER             |
| 7   | 9-11 de septiembre  | 58.º Rally Princesa de Asturias      | Asfalto    | Copa de asfalto |
| 8   | 24-25 de septiembre | 44.º Rally Villa de Llanes           | Asfalto    | Copa de asfalto |
| 9   | 8-9 de octubre      | 2.º Rally Tierra de Madrid           | Tierra     | Copa de tierra  |
| 10  | 22-23 de octubre    | 8.º Rallye Ciudad de Pozoblanco      | Tierra     | Copa de tierra  |
| 11  | 5-6 de noviembre    | 26.º Rally La Nucía-Mediterráneo     | Asfalto    | Copa de asfalto |
| 12  | 18-20 de noviembre  | 45.º Rally Islas Canarias            | Asfalto    | ERC             |
| 13  | 3-4 de diciembre    | 1.º Rallye Reino de León             | Tierra     | Copa de tierra  |
| 14  | 10-11 de diciembre  | 12.º Rallyeshow de Madrid            | Asfalto    |                 |

## Equipos
Esta sería la última temporada de Suzuki como equipo oficial en el S-CER ya que en octubre de 2022 anunciaría su retirada de la competición.
| Equipo               | Automóvil              | Piloto                  | Copiloto                   | Rondas            |
| Equipos oficiales    | Equipos oficiales      | Equipos oficiales       | Equipos oficiales          | Equipos oficiales |
| -------------------- | ---------------------- | ----------------------- | -------------------------- | ----------------- |
| Citroën Rally Team   | Citroën C3 Rally2      | Jan Solans              | Rodrigo Sanjuan de Eusebio | 1-2, 5-6, 8-12    |
| Hyundai Motor España | Hyundai i20 R5         | Iván Ares               | David Vázquez Liste        | 1-6, 8-10, 12-13  |
| Hyundai Motor España | Hyundai i20 R5         | Surhayen Pernía         | Alba Sánchez González      | 1-3, 7-13         |
| Hyundai Motor España | Hyundai i20 R5         | Francisco López Pacheco | Borja Odriozola            | 1-4, 9            |
| Suzuki Motor Ibérica | Suzuki Swift R4LLY S   | Joan Vinyes             | Jordi Mercader             | 1, 6, 12          |
| Suzuki Motor Ibérica | Suzuki Swift R4LLY S   | Javier Pardo Siota      | Adrián Pérez Fernández     | 1, 6, 12          |
| Suzuki Motor Ibérica | Suzuki Swift Sport MK6 | Javier Pardo Siota      | Adrián Pérez Fernández     | 5                 |
| Equipos privados     |                        |                         |                            |                   |
| Recalvi Team         | Škoda Fabia Rally2 evo | José Antonio Suárez     | Alberto Iglesias Pin       | 1-2, 4-9          |
| Recalvi Team         | Ford Fiesta Rally2     | Óscar Palacio           | Mario González Tomé        | 1                 |
| Recalvi Team         | Renault Clio Rally5    | Jorge Cagiao            | María Blanco               | 1, 5, 7, 11       |
| Recalvi Team         | Renault Clio Rally4    | Jorge Cagiao            | María Blanco               | 12                |
| Rallye Team Spain    | Škoda Fabia R5         | Efrén Llarena           | Sara Fernández             | 6                 |
| Rallye Team Spain    | Škoda Fabia Rally2 evo | Efrén Llarena           | Sara Fernández             | 12                |

## Clasificación final

### Campeonato de pilotos
- No se incluyen los resultados del Rallyshow de Madrid al no sumar puntos para el campeonato.

| Pos.            | Piloto               | SMO | LOR | ADE | TDA | OUR | FER | PDA | LLA | MAD | POZ | MED | CAN | LEO | Puntos |
| --------------- | -------------------- | --- | --- | --- | --- | --- | --- | --- | --- | --- | --- | --- | --- | --- | ------ |
| 1.              | José Antonio Suárez  | 1   | 2   |     | 1   | 1   | 3   | 1   | 6   | 1   |     |     |     |     | 270    |
| 2.              | Jan Solans           | 2   | 1   |     |     | 8   | 7   |     | 4   | 3   | 1   | 3   | 6   |     | 235    |
| 3.              | Iván Ares            | Ret | 4   | Ret | 2   | 2   | 1   |     | 1   | 2   | 2   |     | 3   | 1   | 229    |
| 4.              | Surhayen Pernía      | Ret | 6   | 3   |     |     |     | 2   | 2   | 6   | 4   | 1   | 4   | 4   | 224    |
| 5.              | Eduard Pons          | 8   | 5   | Ret | Ret | 9   | 27  |     |     |     | 6   |     |     | 15  | 83     |
| 6.              | José Luis García     | Ret | 9   |     | 9   | Ret |     | Ret | Ret |     | 12  | 15  | Ret | 7   | 66     |
| 7.              | Óscar Palomo         |     |     |     | 10  | 7   |     | Ret |     |     | 10  |     | 12  | 17  | 59     |
| 8.              | Sergio Cuesta        |     |     |     | 13  | Ret |     | 21  | 9   |     | 13  | 17  |     | 11  | 48     |
| 9.              | Nicolás Cabanes      | 19  | 15  | 13  | Ret | 28  | 28  | 19  | 21  | 13  |     | 8   |     |     | 43     |
| No clasificados |                      |     |     |     |     |     |     |     |     |     |     |     |     |     |        |
| -               | José Luis Peláez     | Ret |     | 5   | Ret | 3   |     | 7   | 5   | Ret | 3   | 2   |     | Ret | 150    |
| -               | Ricardo Triviño      |     | 7   |     | 6   |     |     |     |     | 11  | 7   |     |     | 8   | 89     |
| -               | Luis Vilariño        | 5   | Ret | 6   | Ret |     | 6   |     |     |     |     |     | 9   |     | 80     |
| -               | Juan Carlos Quintana |     |     |     | 4   |     |     |     |     | 5   | Ret |     |     | 5   | 73     |
| -               | Jorge Cagiao         | 12  |     |     |     | 12  |     | 8   |     |     |     | 5   | 10  |     | 69     |
| -               | Enrique Cruz         |     |     | 1   |     |     |     |     |     |     |     |     | 2   |     | 69     |
| -               | Efrén Llarena        |     |     |     |     |     | 2   |     |     |     |     |     | 1   |     | 68     |
| -               | Javier Pardo Siota   | 3   |     |     |     | 18  | 4   |     |     |     |     |     | 11  |     | 66     |
| -               | Alejandro Cachón     |     |     |     |     | 5   | 9   | 4   |     |     |     |     |     |     | 63     |
| -               | Alexander Villanueva |     |     |     | Ret |     |     |     |     | 4   | Ret |     |     | 2   | 61     |
| -               | Roberto Blach        |     |     |     | 12  | Ret | 8   | 6   |     |     | Ret |     |     | 12  | 58     |
| -               | Gorka Eizmendi       |     | 3   |     | 3   |     |     |     |     | 9   |     |     |     |     | 56     |
| -               | Daniel Alonso        |     | 10  |     | Ret |     |     | Ret |     | 7   |     |     |     | 6   | 55     |
| -               | Alberto Monarri      |     | 12  |     |     | 6   |     | 5   |     | Ret |     |     |     |     | 53     |
| -               | Yeray Lemes          |     |     | 2   |     |     |     |     |     |     |     |     | 7   |     | 51     |
| -               | Juan Pablo Castro    |     |     |     |     |     |     |     |     | 8   | 9   |     |     | 9   | 49     |
| -               | Joan Vinyes          | 4   |     |     |     |     | 5   |     |     |     |     |     | Ret |     | 48     |

### Campeonato de marcas
| Pos. | Marca   | Puntos |
| ---- | ------- | ------ |
| 1.   | Hyundai | 630    |
| 2.   | Citroën | 577    |
| 3.   | Suzuki  | 449    |
| 4.   | Peugeot | 420    |
| 5.   | Renault | 268    |

### Campeonato de copilotos
| Pos. | Copiloto                   | Puntos |
| ---- | -------------------------- | ------ |
| 1.   | Alberto Iglesias Pin       | 270    |
| 2.   | Rodrigo Sanjuan de Eusebio | 235    |
| 3.   | David Vázquez Liste        | 229    |
| 4.   | Alba Sánchez González      | 224    |
| 5.   | Adrián Pérez Fernández     | 108    |
| 6.   | Alberto Chamorro           | 92     |
| 7.   | Javier Moreno              | 66     |
| 8.   | Javier Moltó Cantó         | 52     |
| 9.   | Pablo Sánchez              | 25     |
| 10.  | María Esther Gutiérrez     | 23     |

### Trofeo concursantes colectivos
| Pos. | Equipo                               | Puntos |
| ---- | ------------------------------------ | ------ |
| 1.   | Recalvi Team                         | 361    |
| 2.   | RMC                                  | 168    |
| 3.   | CD Terra Training Motorsport         | 141    |
| 4.   | Federación Andaluza de Automovilismo | 117    |
| 5.   | Baporo Motorsport CA                 | 113    |

### Trofeo 2RM
| Pos. | Piloto          | Puntos |
| ---- | --------------- | ------ |
| 1.   | Óscar Palomo    | 147    |
| 2.   | Nicolás Cabanes | 144    |

| Pos. | Copiloto               | Puntos |
| ---- | ---------------------- | ------ |
| 1.   | Javier Moltó Cantó     | 157    |
| 2.   | María Esther Gutiérrez | 62     |

### Trofeo Júnior
| \| Pos. \| Marca \| Puntos \| \| ---- \| ------------ \| ------ \| \| 1. \| Jan Solans \| 302 \| \| 2. \| Óscar Palomo \| 146 \| | - Sin participantes. |        |
| Pos. | Marca                | Puntos |
| 1. | Jan Solans           | 302    |
| 2. | Óscar Palomo         | 146    |

### Trofeo S-CER Silver
| \| Pos. \| Marca \| Puntos \| \| ---- \| ---------------- \| ------ \| \| 1. \| Eduard Pons \| 182 \| \| 2. \| José Luis García \| 122 \| | - Sin participantes. |        |
| Pos. | Marca                | Puntos |
| 1. | Eduard Pons          | 182    |
| 2. | José Luis García     | 122    |

### Trofeo S-CER Femenino - Pilotos
- Sin participantes.

### Trofeo S-CER Femenino - Copilotos
| Pos. | Copiloto     |
| ---- | ------------ |
| 1.   | Alba Sánchez |

### Copa N5
| Pos. | Piloto                  | Puntos |
| ---- | ----------------------- | ------ |
| 1.   | Sergio Cuesta           | 160    |
| 2.   | José Luis García Molina | 130    |

| Pos. | Copiloto      | Puntos |
| ---- | ------------- | ------ |
| 1.   | Javier Moreno | 130    |

### Copa N3
| Pos. | Piloto          | Puntos |
| ---- | --------------- | ------ |
| 1.   | Nicolás Cabanes | 217    |

| Pos. | Copiloto           | Puntos |
| ---- | ------------------ | ------ |
| 1.   | Javier Moltó Cantó | 195    |

### Copa pilotos categoría 1
| Pos. | Piloto              | Puntos |
| ---- | ------------------- | ------ |
| 1.   | José Antonio Suárez | 253    |
| 2.   | Jan Solans          | 225    |
| 3.   | Surhayen Pernía     | 220    |
| 4.   | Eduard Pons         | 109    |
| 5.   | José Luis García    | 89     |

| Pos. | Copiloto             | Puntos |
| ---- | -------------------- | ------ |
| 1.   | Alberto Iglesias Pin |        |
| 2.   | Rodrigo Sanjuan      |        |
| 3.   | Alba Sánchez         |        |
| 4.   | David Vázquez        |        |
| 5.   | Alberto Chamorro     |        |
| 6.   | Adrián Pérez         |        |
| 7.   | Javier Moreno        |        |
| 8.   | Pablo Sánchez        |        |

### Copa pilotos categoría 2
- Sin participantes.

### Copa pilotos categoría 3
| \| Pos. \| Piloto \| Puntos \| \| ---- \| ------------ \| ------ \| \| 1. \| Óscar Palomo \| 147 \| | - Sin participantes. |        |
| Pos.                                                                                                | Piloto               | Puntos |
| 1.                                                                                                  | Óscar Palomo         | 147    |

### Copa pilotos categoría 4
| Pos. | Piloto          | Puntos |
| ---- | --------------- | ------ |
| 1.   | Nicolás Cabanes | 181    |

| Pos. | Copiloto     | Puntos |
| ---- | ------------ | ------ |
| 1.   | Javier Moltó | 187    |

### Beca RTS R2 Júnior
| Pos. | Piloto                | Puntos |
| ---- | --------------------- | ------ |
| 1.   | Óscar Palomo Ortiz    | 114    |
| 2.   | Roberto Blach Núñez   | 102    |
| 3.   | Santiago García Paz   | 79     |
| 4.   | Iago Gabeiras Fraga   | 78     |
| 5.   | Delbin García Alonso  | 44     |
| 6.   | Domingo Estrada Gómez | 31     |
| 7.   | Víctor Aguirre Ruíz   | 26     |

### Copa rallyes de asfalto
| Pos. | Piloto               | Puntos |
| ---- | -------------------- | ------ |
| 1.   | Óscar Palacio        | 154    |
| 2.   | Sergio Vallejo       | 133    |
| 3.   | José Antonio Suárez  | 122    |
| 4.   | Jorge Pérez Oliveira | 115    |
| 5.   | Surhayen Pernía      | 95     |
| 6.   | Albert Orriols       | 85     |
| 7.   | Jan Solans           | 76     |
| 8.   | Jorge Cagiao         | 72     |
| 9.   | Pablo Rey            | 71     |
| 10.  | José Luis Peláez     | 66     |

### Copa rallyes de tierra
| Pos. | Piloto               | Puntos |
| ---- | -------------------- | ------ |
| 1.   | Iván Ares            | 145    |
| 2.   | Juan Carlos Quintana | 143    |
| 3.   | Ricardo Triviño      | 108    |
| 4.   | Alexander Villanueva | 106    |
| 5.   | José Antonio Suárez  | 97     |
| 6.   | Jan Solans           | 92     |
| 7.   | Oriol Gómez          | 87     |
| 8.   | Gorka Eizmendi       | 86     |
| 9.   | Surhayen Pernía      | 86     |
| 10.  | Juan Pablo Castro    | 83     |